# Illusion of Love
Illusion of Love  est un film muet américain de 1929.

## Synopsis
Florence Lee (la mère) et John Ho (le fils) se retrouvent après la guerre.